# Эрманн, Макс
Макс Эрманн (англ. Max Ehrmann; 26 сентября 1872 года — 9 сентября 1945 года) — американский писатель и поэт, адвокат из Терре-Хот (Индиана, США), известный своим стихотворением в прозе 1927 года «Desiderata» (лат. желаемое). Часто писал сочинения на духовные темы.

## Образование
Эрманн имел немецкое происхождения: его родители эмигрировали из Баварии в 1840-х годах. Образование Макс Эрманн получил в школе Терре-Хот и немецкой методистской церкви.
В 1890 году поступил в Университете Де Поу в городе Гринкасл. Степень бакалавра в английском языке получил в 1894 год. Состоял в студенческом братстве Дельта-Тау-Дельта, в отделении Бета-Бета, был редактором университетской газеты Depauw Weekly.
После этого Эрманн изучал философию и право в Гарвардском университете, где примерно в 1896 году был редактором национального журнала братства Дельта-Тау-Дельта The Rainbow.

## Карьера
В 1898 году Эрманн вернулся в родной город Терре-Хот и открыл юридическую практику. Он получил должность заместителя окружного прокурора в округе Виго (Индиана), и занимал её в течение 2 лет. Впоследствии работал в семейном мясном бизнесе и в компании по производству рабочей одежды Ehrmann Manufacturing Company В возрасте 40 лет оставил бизнес, чтобы посвятить себя литературе. Своё самое известное произведение, стихотворением в прозе «Desiderata», он написал в 54 года, но популярным оно стало только после смерти автора.

## Признание и наследие
Примерно в 1937 году Эрманнe была присвоена почётная степень доктора Университета Де Поу. Он также был избран в почётное отделение братства Дельта-Тау-Дельта, что являлось высшей наградой сообщества.
Эрманн умер в 1945 году и похоронен на кладбище Хайленд-Лаун в Терре-Хот.
В 2010 году город почтил память Эрманна, установив его бронзовую статую натуральную величину работы Билла Вульфа. Эрманн изображён сидящим на скамейке в центре города, с ручкой в руке и записной книжкой на коленях. На мемориальной доске выгравировано название «Desiderata», а в пешеходную дорожку рядом вписаны строки из стихотворения. Скульптура входит в собрание Art Spaces, Inc. — Wabash Valley Outdoor Sculpture Collection. Art Spaces также проводит ежегодный поэтический конкурс имени Макса Эрманна.